# Merindad de Río Ubierna
Merindad de Río Ubierna es un municipio español situado en la provincia de Burgos, región histórica de Castilla la Vieja, actualmente en la comunidad autónoma de Castilla y León. Pertenece a la comarca del Alfoz de Burgos, dentro del partido judicial de Burgos.
El ayuntamiento está situado en la localidad de Sotopalacios.

## Geografía
El municipio se forma por agregación de varios municipios en la década de 1970. En la actualidad está formado por los siguientes municipios: 
- Castrillo de Rucios
- Celadilla-Sotobrín
- Cernégula
- Cobos Junto A la Molina
- Gredilla la Polera
- Hontomín
- La Molina de Ubierna
- Lermilla
- Masa
- Mata
- Peñahorada
- Quintanarrío
- Quintanarruz
- Quintanilla Sobresierra
- Robredo-Sobresierra
- San Martín de Ubierna
- Sotopalacios
- Ubierna
- Villalbilla Sobresierra
- Villanueva Río Ubierna
- Villaverde Peñahorada

| Código INE | Denominación              | Superficie (Has) | Habitantes 1970 | Habitantes 1975 | Habitantes 2009 |
| ---------- | ------------------------- | ---------------- | --------------- | --------------- | --------------- |
| 09097      | Celadilla-Sotobrín        | 6.093            | 157             | 122             | 83              |
| 09099      | Cernégula                 | 2.398            | 79              | 50              | 40              |
| 09147      | Gredilla la Polera        | 3.125            | 157             | 119             | 34              |
| 09161      | Hontomín                  | 2.294            | 174             | 157             | 94              |
| 09205      | Masa                      | 4.345            | 130             | 57              | 30              |
| 09222      | La Molina de Ubierna      | 2.294            | 118             | 112             | 26              |
| 09291      | Quintanarruz              | 2.146            | 60              | 33              | 21              |
| 09299      | Quintanilla-Sobresierra   | 3.799            | 175             | 114             | 76              |
| 09370      | Sotopalacios              | 594              | 275             | 211             | 494             |
| 09397      | Ubierna                   | 2.491            | 220             | 189             | 173             |
| 09453      | Villanueva de Río Ubierna | 819              | 186             | 135             | 78              |
| 09468      | Villaverde Peñahorada     | 1.424            | 138             | 87              | 116             |
|            | Total                     | 31.822           | 1.869           | 1.386           | 1.406           |

La diferencia entre las 27.522 hectáreas y las 31.822 de la tabla obedece a la incorporación parcial del municipio de Masa.

## Demografía
Merindad de Río Ubierna cuenta con una población de 1415 habitantes (INE 2024).
| Gráfica de evolución demográfica de Merindad de Río Ubierna entre 1981 y 2021 |
| |
| Población de derecho según los censos de población del INE. Población de hecho según los censos de población del INE.Entre el censo de 1981 y el anterior, aparece este municipio porque se fusionan los municipios Celadilla Sotobrín, Cernégula, Gredilla de Polera, Hontomín, Masa, La Molina de Ubierna, Quintanarruz, Quintanilla Sobresierra, Sotopalacios, Ubierna, Villanueva de Río Ubierna y Villaverde Peñahorada. |

La Merindad ha experimentado un crecimiento lento pero significativo en las últimas dos décadas, y se ha convertido en el tercer municipio más poblado del área metropolitana de Burgos. El municipio tuvo un máximo de población de derecho de 1461 habitantes en 2016 (801 hombres y 660 mujeres).
| Gráfica de evolución demográfica de Merindad de Río Ubierna entre 1970 y 2021 |
| |
| Suma de la población de derecho de los antiguos municipios que posteriormente se unieron en el actual, según INE. Población de derecho (1981-1991) o población residente (2001-2006) según los censos de población del INE. Población según el padrón municipal de 2011-2021 del INE. |

| 1981 | 1986 | 1991 | 1996 | 2001 | 2006 | 2011 | 2016 | 2021 |
| ---- | ---- | ---- | ---- | ---- | ---- | ---- | ---- | ---- |
| 1253 | 1062 | 1117 | 1253 | 1330 | 1362 | 1433 | 1461 | 1436 |

### Población de las localidades que comprende
| Núcleos | Habitantes (2000) | Habitantes (2010) | Mapa |
| --- | ----------------- | ----------------- | --- |
| Granja de La Cabañuela | 0                 | 3                 | \| La Cabañuela Castrillo de Rucios Celadilla Sotobrín Cernégula Cobos junto a la Molina Gredilla la Polera Hontomín Lermilla Masa Mata La Molina de Ubierna Peñahorada Quintanarrío Quintanarruz Quintanilla-Sobresierra Robredo Sobresierra San Martín de Ubierna Sotopalacios Ubierna Villalbilla Sobresierra Villanueva de Río Ubierna Villaverde Peñahorada \| Capital del municipio. Localidad. Granja. |
| Castrillo de Rucios | 19                | 15                | \| La Cabañuela Castrillo de Rucios Celadilla Sotobrín Cernégula Cobos junto a la Molina Gredilla la Polera Hontomín Lermilla Masa Mata La Molina de Ubierna Peñahorada Quintanarrío Quintanarruz Quintanilla-Sobresierra Robredo Sobresierra San Martín de Ubierna Sotopalacios Ubierna Villalbilla Sobresierra Villanueva de Río Ubierna Villaverde Peñahorada \| Capital del municipio. Localidad. Granja. |
| Celadilla-Sotobrín | 80                | 86                | \| La Cabañuela Castrillo de Rucios Celadilla Sotobrín Cernégula Cobos junto a la Molina Gredilla la Polera Hontomín Lermilla Masa Mata La Molina de Ubierna Peñahorada Quintanarrío Quintanarruz Quintanilla-Sobresierra Robredo Sobresierra San Martín de Ubierna Sotopalacios Ubierna Villalbilla Sobresierra Villanueva de Río Ubierna Villaverde Peñahorada \| Capital del municipio. Localidad. Granja. |
| Cernégula | 41                | 36                | \| La Cabañuela Castrillo de Rucios Celadilla Sotobrín Cernégula Cobos junto a la Molina Gredilla la Polera Hontomín Lermilla Masa Mata La Molina de Ubierna Peñahorada Quintanarrío Quintanarruz Quintanilla-Sobresierra Robredo Sobresierra San Martín de Ubierna Sotopalacios Ubierna Villalbilla Sobresierra Villanueva de Río Ubierna Villaverde Peñahorada \| Capital del municipio. Localidad. Granja. |
| Cobos junto a la Molina | 9                 | 11                | \| La Cabañuela Castrillo de Rucios Celadilla Sotobrín Cernégula Cobos junto a la Molina Gredilla la Polera Hontomín Lermilla Masa Mata La Molina de Ubierna Peñahorada Quintanarrío Quintanarruz Quintanilla-Sobresierra Robredo Sobresierra San Martín de Ubierna Sotopalacios Ubierna Villalbilla Sobresierra Villanueva de Río Ubierna Villaverde Peñahorada \| Capital del municipio. Localidad. Granja. |
| Gredilla la Polera | 28                | 39                | \| La Cabañuela Castrillo de Rucios Celadilla Sotobrín Cernégula Cobos junto a la Molina Gredilla la Polera Hontomín Lermilla Masa Mata La Molina de Ubierna Peñahorada Quintanarrío Quintanarruz Quintanilla-Sobresierra Robredo Sobresierra San Martín de Ubierna Sotopalacios Ubierna Villalbilla Sobresierra Villanueva de Río Ubierna Villaverde Peñahorada \| Capital del municipio. Localidad. Granja. |
| Hontomín | 93                | 86                | \| La Cabañuela Castrillo de Rucios Celadilla Sotobrín Cernégula Cobos junto a la Molina Gredilla la Polera Hontomín Lermilla Masa Mata La Molina de Ubierna Peñahorada Quintanarrío Quintanarruz Quintanilla-Sobresierra Robredo Sobresierra San Martín de Ubierna Sotopalacios Ubierna Villalbilla Sobresierra Villanueva de Río Ubierna Villaverde Peñahorada \| Capital del municipio. Localidad. Granja. |
| Lermilla | 8                 | 11                | \| La Cabañuela Castrillo de Rucios Celadilla Sotobrín Cernégula Cobos junto a la Molina Gredilla la Polera Hontomín Lermilla Masa Mata La Molina de Ubierna Peñahorada Quintanarrío Quintanarruz Quintanilla-Sobresierra Robredo Sobresierra San Martín de Ubierna Sotopalacios Ubierna Villalbilla Sobresierra Villanueva de Río Ubierna Villaverde Peñahorada \| Capital del municipio. Localidad. Granja. |
| Masa | 33                | 33                | \| La Cabañuela Castrillo de Rucios Celadilla Sotobrín Cernégula Cobos junto a la Molina Gredilla la Polera Hontomín Lermilla Masa Mata La Molina de Ubierna Peñahorada Quintanarrío Quintanarruz Quintanilla-Sobresierra Robredo Sobresierra San Martín de Ubierna Sotopalacios Ubierna Villalbilla Sobresierra Villanueva de Río Ubierna Villaverde Peñahorada \| Capital del municipio. Localidad. Granja. |
| Mata | 16                | 15                | \| La Cabañuela Castrillo de Rucios Celadilla Sotobrín Cernégula Cobos junto a la Molina Gredilla la Polera Hontomín Lermilla Masa Mata La Molina de Ubierna Peñahorada Quintanarrío Quintanarruz Quintanilla-Sobresierra Robredo Sobresierra San Martín de Ubierna Sotopalacios Ubierna Villalbilla Sobresierra Villanueva de Río Ubierna Villaverde Peñahorada \| Capital del municipio. Localidad. Granja. |
| La Molina de Ubierna | 28                | 27                | \| La Cabañuela Castrillo de Rucios Celadilla Sotobrín Cernégula Cobos junto a la Molina Gredilla la Polera Hontomín Lermilla Masa Mata La Molina de Ubierna Peñahorada Quintanarrío Quintanarruz Quintanilla-Sobresierra Robredo Sobresierra San Martín de Ubierna Sotopalacios Ubierna Villalbilla Sobresierra Villanueva de Río Ubierna Villaverde Peñahorada \| Capital del municipio. Localidad. Granja. |
| Peñahorada | 35                | 25                | \| La Cabañuela Castrillo de Rucios Celadilla Sotobrín Cernégula Cobos junto a la Molina Gredilla la Polera Hontomín Lermilla Masa Mata La Molina de Ubierna Peñahorada Quintanarrío Quintanarruz Quintanilla-Sobresierra Robredo Sobresierra San Martín de Ubierna Sotopalacios Ubierna Villalbilla Sobresierra Villanueva de Río Ubierna Villaverde Peñahorada \| Capital del municipio. Localidad. Granja. |
| Quintanarrío | 15                | 6                 | \| La Cabañuela Castrillo de Rucios Celadilla Sotobrín Cernégula Cobos junto a la Molina Gredilla la Polera Hontomín Lermilla Masa Mata La Molina de Ubierna Peñahorada Quintanarrío Quintanarruz Quintanilla-Sobresierra Robredo Sobresierra San Martín de Ubierna Sotopalacios Ubierna Villalbilla Sobresierra Villanueva de Río Ubierna Villaverde Peñahorada \| Capital del municipio. Localidad. Granja. |
| Quintanarruz | 25                | 17                | \| La Cabañuela Castrillo de Rucios Celadilla Sotobrín Cernégula Cobos junto a la Molina Gredilla la Polera Hontomín Lermilla Masa Mata La Molina de Ubierna Peñahorada Quintanarrío Quintanarruz Quintanilla-Sobresierra Robredo Sobresierra San Martín de Ubierna Sotopalacios Ubierna Villalbilla Sobresierra Villanueva de Río Ubierna Villaverde Peñahorada \| Capital del municipio. Localidad. Granja. |
| Quintanilla-Sobresierra | 78                | 74                | \| La Cabañuela Castrillo de Rucios Celadilla Sotobrín Cernégula Cobos junto a la Molina Gredilla la Polera Hontomín Lermilla Masa Mata La Molina de Ubierna Peñahorada Quintanarrío Quintanarruz Quintanilla-Sobresierra Robredo Sobresierra San Martín de Ubierna Sotopalacios Ubierna Villalbilla Sobresierra Villanueva de Río Ubierna Villaverde Peñahorada \| Capital del municipio. Localidad. Granja. |
| Robredo Sobresierra | 12                | 13                | \| La Cabañuela Castrillo de Rucios Celadilla Sotobrín Cernégula Cobos junto a la Molina Gredilla la Polera Hontomín Lermilla Masa Mata La Molina de Ubierna Peñahorada Quintanarrío Quintanarruz Quintanilla-Sobresierra Robredo Sobresierra San Martín de Ubierna Sotopalacios Ubierna Villalbilla Sobresierra Villanueva de Río Ubierna Villaverde Peñahorada \| Capital del municipio. Localidad. Granja. |
| San Martín de Ubierna | 48                | 37                | \| La Cabañuela Castrillo de Rucios Celadilla Sotobrín Cernégula Cobos junto a la Molina Gredilla la Polera Hontomín Lermilla Masa Mata La Molina de Ubierna Peñahorada Quintanarrío Quintanarruz Quintanilla-Sobresierra Robredo Sobresierra San Martín de Ubierna Sotopalacios Ubierna Villalbilla Sobresierra Villanueva de Río Ubierna Villaverde Peñahorada \| Capital del municipio. Localidad. Granja. |
| Sotopalacios | 409               | 491               | \| La Cabañuela Castrillo de Rucios Celadilla Sotobrín Cernégula Cobos junto a la Molina Gredilla la Polera Hontomín Lermilla Masa Mata La Molina de Ubierna Peñahorada Quintanarrío Quintanarruz Quintanilla-Sobresierra Robredo Sobresierra San Martín de Ubierna Sotopalacios Ubierna Villalbilla Sobresierra Villanueva de Río Ubierna Villaverde Peñahorada \| Capital del municipio. Localidad. Granja. |
| Ubierna | 135               | 171               | \| La Cabañuela Castrillo de Rucios Celadilla Sotobrín Cernégula Cobos junto a la Molina Gredilla la Polera Hontomín Lermilla Masa Mata La Molina de Ubierna Peñahorada Quintanarrío Quintanarruz Quintanilla-Sobresierra Robredo Sobresierra San Martín de Ubierna Sotopalacios Ubierna Villalbilla Sobresierra Villanueva de Río Ubierna Villaverde Peñahorada \| Capital del municipio. Localidad. Granja. |
| Villalbilla Sobresierra | 17                | 4                 | \| La Cabañuela Castrillo de Rucios Celadilla Sotobrín Cernégula Cobos junto a la Molina Gredilla la Polera Hontomín Lermilla Masa Mata La Molina de Ubierna Peñahorada Quintanarrío Quintanarruz Quintanilla-Sobresierra Robredo Sobresierra San Martín de Ubierna Sotopalacios Ubierna Villalbilla Sobresierra Villanueva de Río Ubierna Villaverde Peñahorada \| Capital del municipio. Localidad. Granja. |
| Villanueva de Río Ubierna | 87                | 76                | \| La Cabañuela Castrillo de Rucios Celadilla Sotobrín Cernégula Cobos junto a la Molina Gredilla la Polera Hontomín Lermilla Masa Mata La Molina de Ubierna Peñahorada Quintanarrío Quintanarruz Quintanilla-Sobresierra Robredo Sobresierra San Martín de Ubierna Sotopalacios Ubierna Villalbilla Sobresierra Villanueva de Río Ubierna Villaverde Peñahorada \| Capital del municipio. Localidad. Granja. |
| Villaverde Peñahorada | 89                | 117               | \| La Cabañuela Castrillo de Rucios Celadilla Sotobrín Cernégula Cobos junto a la Molina Gredilla la Polera Hontomín Lermilla Masa Mata La Molina de Ubierna Peñahorada Quintanarrío Quintanarruz Quintanilla-Sobresierra Robredo Sobresierra San Martín de Ubierna Sotopalacios Ubierna Villalbilla Sobresierra Villanueva de Río Ubierna Villaverde Peñahorada \| Capital del municipio. Localidad. Granja. |
| Población total de la Merindad de Río Ubierna | 1.305             | 1.393             | \| La Cabañuela Castrillo de Rucios Celadilla Sotobrín Cernégula Cobos junto a la Molina Gredilla la Polera Hontomín Lermilla Masa Mata La Molina de Ubierna Peñahorada Quintanarrío Quintanarruz Quintanilla-Sobresierra Robredo Sobresierra San Martín de Ubierna Sotopalacios Ubierna Villalbilla Sobresierra Villanueva de Río Ubierna Villaverde Peñahorada \| Capital del municipio. Localidad. Granja. |
| La Cabañuela Castrillo de Rucios Celadilla Sotobrín Cernégula Cobos junto a la Molina Gredilla la Polera Hontomín Lermilla Masa Mata La Molina de Ubierna Peñahorada Quintanarrío Quintanarruz Quintanilla-Sobresierra Robredo Sobresierra San Martín de Ubierna Sotopalacios Ubierna Villalbilla Sobresierra Villanueva de Río Ubierna Villaverde Peñahorada |                   |                   | |

### Pirámide de población
Los datos de la pirámide de población de (2010) se pueden resumir así:
- La población menor de 20 años es el 13,42 % del total.
- La comprendida entre 20-40 años es el 24,12 %.
- La comprendida entre 40-60 años es el 34,31 %.
- La mayor de 60 años es el 28,14 %.

Esta estructura de la población es típica del régimen demográfico moderno, con una evolución hacia el envejecimiento de la población y la disminución de la natalidad anual.

## Historia
La repoblación y fundación de Ubierna data del año 884, el mismo año que la ciudad de Burgos, ambas llevadas a cabo por el Conde Diego Rodríguez. Sin embargo, los "Anales Castellanos" señalan como fecha de ambos acontecimientos el año 882, aunque ataques poco posteriores por parte del Emirato de Córdoba impidieron que hasta el citado año 884 ambas plazas se pudieran considerar ya como plenamente consolidadas en la reconquista castellana.

### Jurisdicción
La Jurisdicción de Ubierna formaba parte del partido de Burgos, uno de los catorce partidos que formaban la Intendencia de Burgos durante el periodo comprendido entre 1785 y 1833, descrito en el Censo de Floridablanca de 1787. Comprendía la villa de Sotopalacios, 27 lugares y 1 barrio.
Hoy en día estas poblaciones pertenecen a los municipios de Merindad de Río Ubierna (19), Quintanaortuño (1), Valle de las Navas (6) y Valle de Sedano (1).
| - Barrio de Temiño, de realengo. - Castrillo de Rucios, de abadengo. - Celadilla-Sotobrín, de señorío. - Cernégula, de señorío. - Cobos junto a la Molina, de realengo. - Fresno de Nidáguila, de realengo. - Gredilla la Polera, de realengo. - Hontomín, de realengo. - Masa, de realengo. - Mata, de realengo. - Melgosa, de realengo. - La Molina de Ubierna, de realengo. - Nidáguila, de realengo. | - Peñahorada, de realengo. - Quintanajuar, de realengo. - Quintanaortuño, de realengo. - Quintana Río, de realengo. - Quintanilla Sobresierra, de realengo. - Riocerezo, de realengo. - Rioseras, de realengo. - Robredo junto a Temiño, de realengo. - Robredo Sobresierra, de realengo. - Tobes y Rahedo, de realengo. - Ubierna y San Martín, de realengo. - Villabilla Sobresierra, de realengo. - Villanueva de Río Ubierna, de realengo. - Villaverde junto a Peñahorada, de realengo. |  |

En el año 2006, las poblaciones que formaron la Jurisdicción contaban con 2.148 habitantes, correspondiendo todos a la actual provincia de Burgos, conforme al siguiente detalle: Merindad de Río Ubierna 1.332, Quintanaortuño 215, Valle de las Navas 570 y Valle de Sedano con 31. La localidad más poblada es la villa de Sotopalacios con 466 habitantes.

## Monumentos y lugares de interés
- Iglesia de San Juan Bautista.

| Lugares | Mapa |
| --- | --- |
| Ermitas - Sotobrín, en el término de Celadilla Sotobrín. - Nuestra Señora de los Ángeles (en ruina), en el término de Cobos junto a la Molina. - Virgen de Montes Claros, en el término de Ubierna. | \| Celadilla Sotobrín Cobos junto a la Molina Masa Mata Quintanarruz Montorio Sotopalacios Ubierna Virgen de Montes Claros Sotobrín Ntra Sra de los Ángeles \| |
| Castillos - Ruinas del castillo de Ubierna. - Castillo de Sotopalacios. | \| Celadilla Sotobrín Cobos junto a la Molina Masa Mata Quintanarruz Montorio Sotopalacios Ubierna Virgen de Montes Claros Sotobrín Ntra Sra de los Ángeles \| |
| Capital de municipio. Localidad. Ermita. | \| Celadilla Sotobrín Cobos junto a la Molina Masa Mata Quintanarruz Montorio Sotopalacios Ubierna Virgen de Montes Claros Sotobrín Ntra Sra de los Ángeles \| |
| Celadilla Sotobrín Cobos junto a la Molina Masa Mata Quintanarruz Montorio Sotopalacios Ubierna Virgen de Montes Claros Sotobrín Ntra Sra de los Ángeles                                            | |

## Personas destacadas
- Andrés Díaz Venero de Leyva. Jurista en el Nuevo Mundo.[8]